# Phytomyptera amplicornis
Phytomyptera amplicornis är en tvåvingeart som först beskrevs av James 1955.  Phytomyptera amplicornis ingår i släktet Phytomyptera och familjen parasitflugor. Inga underarter finns listade i Catalogue of Life.